# Тоуб, Шон
Шон Тоуб (англ. Shaun Toub; род. 6 апреля 1963) — ирано-американский актёр. Снимался в таких фильмах как «Столкновение», в котором он сыграл роль Фархада, «Бегущий за ветром» и «Железный человек».

## Биография
Шон Тоуб родился в Тегеране, рос в Манчестере, Великобритания (его семья покинула Иран до революции 1979 года). Происходит из семьи иранских евреев. В 14 лет он переехал в Швейцарию. После двухгодичного проживания пересёк Атлантический океан и приехал в город Нашуа (штат Нью-Гэмпшир, США), чтобы закончить последний год обучения в средней школе. После двух лет в колледже в Массачусетс, Шон Тоуб поступил в Университет Южной Калифорнии.
Шон принимает активное участие в деятельности еврейского сообщества. С помощью различных благотворительных акций и публичных выступлений он стремится повысить роль искусств в повседневной жизни сообщества. Тоуб был награждён Сефардской премией на Сефардском кинофестивале в Лос-Анджелесе. В настоящее время Шон Тоуб проживает в Лос-Анджелесе.

## Карьера
Благодаря встрече с агентом, Шон получил ряд ролей в Голливуде. Критики отмечают его появления в различных эпизодах (более 100) и фильмах, в частности, это фильм «Плохие парни» с Уиллом Смитом и Мартином Лоуренсом. Также Шон Тоуб исполнил роль Айро в фильме «Повелитель стихий», снятому по мультсериалу «Аватар: Последний маг воздуха», и по роли Хо Инсена в фильме «Железный человек».

## Избранная фильмография
| Год       |   | Русское название                          | Оригинальное название                        | Роль                                                     |
| --------- | - | ----------------------------------------- | -------------------------------------------- | -------------------------------------------------------- |
| 1988      | с | Охотник                                   | Hunter                                       | Депол                                                    |
| 1993—1997 | с | Лоис и Кларк: Новые приключения Супермена | Lois & Clark: The New Adventures of Superman | Асаби                                                    |
| 1994      | с | Женаты… с детьми                          | Married… with Children                       | Акбар                                                    |
| 1995      | ф | Плохие парни                              | Bad Boys                                     | клерк                                                    |
| 1996      | ф | Сломанная стрела                          | Broken Arrow                                 | Макс                                                     |
| 1996      | ф | Приказано уничтожить                      | Executive Decision                           | террорист                                                |
| 1997      | с | Скорая помощь                             | ER                                           | Батлер                                                   |
| 1997      | с | Сайнфелд                                  | Seinfeld                                     | Пинтер                                                   |
| 2000      | с | Зачарованные                              | Charmed                                      | второй член триады                                       |
| 2004      | ф | Столкновение                              | Crash                                        | Фархад                                                   |
| 2007      | ф | Бегущий за ветром                         | The Kite Runner                              | Рахим Хан                                                |
| 2008      | ф | Железный человек                          | Iron Man                                     | Хо Инсен                                                 |
| 2009      | с | Отряд «Антитеррор»                        | The Unit                                     | Миша Беликов                                             |
| 2010      | ф | Повелитель стихий                         | The Last Airbender                           | дядя Айро                                                |
| 2011      | ф | Подстава                                  | Setup                                        | Рот                                                      |
| 2013      | ф | Железный человек 3                        | Iron Man 3                                   | Хо Инсен                                                 |
| 2013—2017 | с | Родина                                    | Homeland                                     | Махид Джавади                                            |
| 2016      | с | Гримм                                     | Grimm                                        | Конрад Бонапарте                                         |
| 2017      | с | Скандал                                   | Scandal                                      | посол Мараши                                             |
| 2020—2021 | с | Сквозь снег                               | Snowpiercer                                  | Теренс                                                   |
| 2020—2022 | с | Тегеран                                   | Tehran                                       | Фараз Камали, офицер Корпуса стражей исламской революции |